# Mene tjera neki vrag
Mene tjera neki vrag drugi je studijski album Željka Bebeka. Album sadrži 10 pjesama. PGP RTB objavio ga je 1984. Bebek je odmah nakon izlaska albuma službeno napustio Bijelo dugme.

## O albumu
U stvaranju albuma sudjelovalo je nekoliko poznatih glazbenika. Među njima su Alka Vuica, Saša Habić, Ipe Ivandić i Laza Ristovski.